# Боттари, Джованни Гаэтано
Джованни Гаэтано Боттари  (итал. Giovanni Gaetano Bottari, 15 января 1689, Флоренция — 5 июня 1775, Рим) — итальянский католический священник, теолог, филолог, библиотекарь Ватикана и советник Папы Климента XII.
Джованни Боттари начал изучать риторику и латинский язык во Флоренции в возрасте десяти лет под руководством А. М. Бисчони. Неудовлетворённый домашним изучением философии, Боттари предпочел курс теологии в доминиканском монастыре Сан-Марко. Затем он продолжил изучение философии, физики и математики, а также начал изучать греческий язык у А. М. Сальвини. В 1716 году принял священнический сан и был зачислен в теологический университет (università dei teologi). В этот период он руководил типографией великого герцога Тосканы во Флоренции.
Боттари является автором нескольких трактатов об искусстве и художниках. Среди его работ — «Беседы о трёх искусствах рисунка» (Dialoghi sopra le tre Arti del Disegno), опубликовано в Лукке в 1754 году. В этом сочинении Боттари высмеивал покровителей художников, которые «мало понимают искусство».
С 1718 года Боттари состоял на службе у семейства Корсини во Флоренции; в 1720 году был назначен синодальным экзаменатором флорентийской епархии (esaminatore sinodale della diocesi fiorentina). Между тем известность, которую он приобрёл в интеллектуальных кругах как лингвист и знаток тосканской литературы, побудила Академию делла Круска поручить ему подготовку нового издания академического «Словаря» (Vocabulario della Crusca), который был опубликован в шести томах во Флоренции в 1729—1737 годах. Академики избрали Боттари в академию «не без особого отвращения».

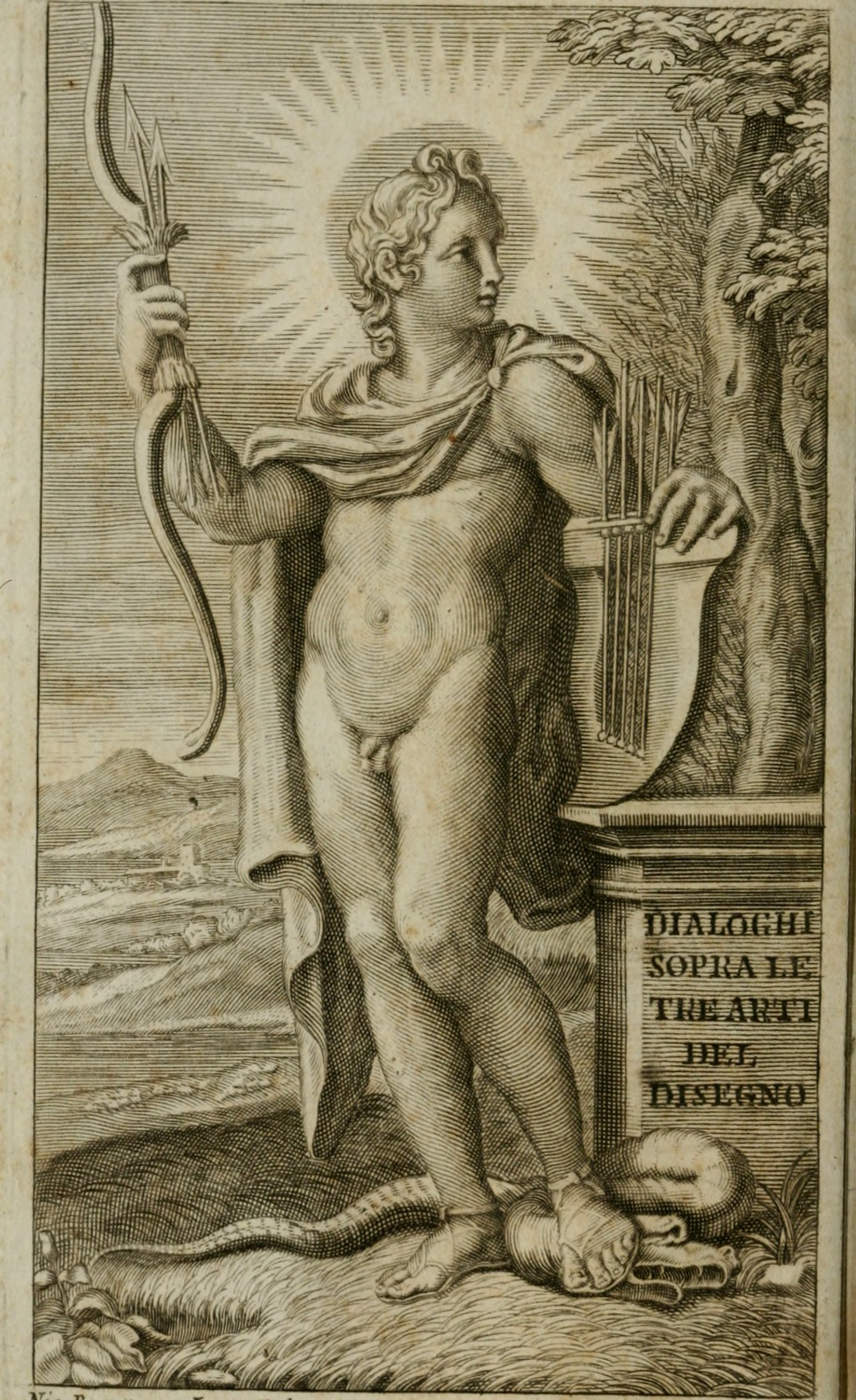
Гравюра фронтисписа издания «Беседы о трёх искусствах рисунка». 1754

Боттари прочитал в Академии серию лекций о Боккаччо (1725), редактировал сочинения Галилео Галилея и знаменитое ватиканское издание Вергилия (1741). Он внёс заметный вклад в изучение флорентийских писателей, выпустив «Триста новелл» Франко Саккетти, сопровождённые биографией автора (Флоренция, 1725), Декамерон Джованни Боккаччо, диалог «Эрколано» Бенедетто Варки в защиту национального тосканского наречия (Флоренция, 1730). Боттари составил к изданию Варки биографическое введение и примечания, а в приложении опубликовал анонимный диалог об особенностях вульгарного (народного) языка, приписанный им Макиавелли.
Новоизбранный в 1730 году Папа Климент XII (в миру Лоренцо Корсини) вызвал Джованни Боттари из Флоренции, назначил его каноником коллегиальной церкви Святой Анастасии и деканом кафедры церковной истории университета Сапиенца (1731). С момента своего прибытия в Рим Боттари поселился во дворце Корсини «под присмотром» кардинала Нери Корсини, где он использовал широкий круг связей этой знатной флорентийской семьи.
В январе 1735 года Климент XII назначил Боттари своим личным капелланом, а 7 сентября 1736 года настоятелем церкви Санта-Мария-ин-Козмедин. Папа поручил ему выполнить новую редакцию выдающейся книги А. Бозио о раннехристианских катакомбах «Подземный Рим» (Roma sotterranea). 2 января 1739 года Джованни Боттари стал вторым хранителем Ватиканской библиотеки. Эта работа отнимала много времени и сил, и Боттари был вынужден отказаться от преподавательской деятельности. Однако он принял участие в составлении «Универсальной истории Церкви».
После смерти Климента XII Боттари участвовал в конклаве 1740 года. Он написал введение и завершил издание работы «Antiquissimi Virgiliani Codicis fragmenta et picturae ex Vaticana Bibliotheca ad priscas imaginum formas a Petro Sancte Bartoli incisae» (1741). Новоизбранный Папа Бенедикт XIV назначил Боттари членом академий церковной истории, соборов и древностей. В 1741 году он стал каноником церкви Санта-Мария-ин-Трастевере.
В 1757 году Боттари опубликовал первый том «Сборника записок о живописи, скульптуре и архитектуре …» (Raccolta di lettere sulla pittura, scultura e architettura…). Боттари был знаком с Дж. Б. Пиранези. Вероятно, он участвовал в составлении ответов Пиранези на письма Пьера-Жана Мариетта в заочной дискуссии о происхождении, особенностях и достоинствах древнеримской архитектуры (1764—1765). Пиранези посвятил Боттари свою знаменитую серию гравюр «Римские древности» (Antichità Romane de 'Tempi della Repubblic).
Боттари играл важную роль в распространении янсенистской мысли в Италии. Как библиотекарь дома Корсини он использовал связи и финансовые средства для массовых закупок французских книг. Таким образом, через Р. Оливу, секретаря папского нунция в Париже, Джованни Боттари отправил в Рим, помимо классических работ янсенизма, большое количество сочинений апеллянтов, их противников и «Новых экклезиастов».
Среди других работ Боттари следует отметить «Компендиум жизни Ипполито Галантини, основателя Конгрегации христианской доктрины во Флоренции» (1757) и перевод книги янсенистского монаха Габриэля Герберона «Власть обычаев против ложных принципов мирской морали» (1764).
Историко-изыскательская, антикварная и филологическая деятельность Боттари была основана на любви и понимании «тосканской литературы хорошего века… средневекового и современного искусства и священной археологии».
В 1766 году у Боттари случился апоплексический удар, он с трудом выздоровел. Благодаря энергичному вмешательству кардинала Корсини его повысили до первого хранителя библиотеки Ватикана (1768), но второй удар весной 1773 года оставил его полупарализованным и почти немым. Боттари скончался в Риме 5 июня 1775 года и был похоронен в Санта-Мария-ин-Трастевере.